# Нефёдов, Георгий Николаевич
Георгий Николаевич Нефёдов (2 мая 1923, Торопец — 17 октября 1999) — воздушный стрелок-радист 74-го гвардейского штурмового авиационного полка, гвардии старший сержант — на момент представления к награждению орденом Славы 1-й степени.

## Биография
Родился 2 мая 1923 года в городе Торопец (ныне — Тверской области) в семье служащего. Член ВКП(б)/КПСС с 1965 года. Окончил 10 классов.
В Красной Армии с 1941 года. Окончил школу воздушных стрелков-радистов. В боях Великой Отечественной войны с февраля 1943 года.
Воздушный стрелок-радист 74-го гвардейского штурмового авиационного полка гвардии сержант Нефёдов за период с 20 декабря 1943 по 2 июля 1944 года в составе экипажа произвел 23 успешных боевых вылета на штурмовку войск противника.
26 июня 1944 года в групповом вылете в районе города Толочин уничтожил 2 железнодорожных эшелона с техникой, 1 железнодорожный эшелон с боеприпасами, отразил две атаки истребителей противника.
29 июня 1944 года в районе населённого пункта Пасека сбил истребитель противника.
2 июля 1944 года у города Логойск отразил атаку шести истребителей противника.
Приказом командира 1-й гвардейской штурмовой авиационной дивизии от 1 августа 1944 года за мужество, проявленное в боях с врагом, гвардии сержант Нефёдов Г. Н. награждён орденом Славы 3-й степени.
2 августа 1944 года гвардии старший сержант Нефёдов в групповом воздушном бою в районе города Шталлупёнен сбил самолёт противника.
9 августа 1944 года в районе города Вилкавишкис в составе группы уничтожил 6 танков, 30 автомашин, около 50 солдат и офицеров противника.
Приказом по 1-й воздушной армии от 5 ноября 1944 года гвардии старший сержант Нефёдов награждён орденом Славы 2-й степени.
За период боёв в Восточной Пруссии гвардии старший сержант Нефёдов совершил 20 боевых вылетов.
28 февраля 1945 года у населённых пунктов Гросс-Клингбек, Першкен в составе группы отбил 3 атаки вражеских истребителей, уничтожил 12 автомашин, 15 повозок, более 60 противников.
Указом Президиума Верховного Совета СССР от 19 апреля 1945 года за мужество, отвагу и героизм, гвардии старший сержант Нефёдов Георгий Николаевич награждён орденом Славы 1-й степени.
Всего во время войны Г. Н. Нефёдов совершил 135 боевых вылетов на разведку и штурмовку наземных войск противника, участвовал в 16 воздушных боях, в которых сбил 2 самолёта врага.
В апреле 1945 года Нефёдову присвоено воинское звание младший лейтенант. В 1946 году он демобилизован. Жил в городе Торопец. В 1948 году окончил Ленинградский автотранспортный техникум. Работал автомехаником в леспромхозе посёлка Жукопа Андреапольского района Тверской области.
Скончался 17 октября 1999. Похоронен на Петропавловском кладбище города Белый (Тверская область).

## Награды
- Орден Октябрьской Революции
- орден Славы 1-й, 2-й и 3-й степеней
- Орден Отечественной войны 1-й и 2-й степени
- Орден Красной Звезды
- медали.